# Аммон, Петер
Петер Аммон (нем. Peter Ammon, р. 23 февраля 1952, Франкфурт-на-Майне) — немецкий дипломат и с 2008 по 2011 год являлся статс-секретарём в министерстве иностранных дел Германии. С августа 2011 года назначен послом Германии в Вашингтон.

## Биография
Петер Аммон изучал математику, физику и экономику. В период с 1975 по 1978 год он получил степень доктора экономических наук и работал научным сотрудником в Свободном университете Берлина.
Поступив на дипломатическую службу, до 1980 года Аммон обучался в дипломатической академии в Бонне. Его первым зарубежным назначением было посольство в Лондоне, а потом посольство в Дакаре. Затем он был переведён в экономический отдел министерства иностранных дел. С 1989 по 1991 год он служил в немецком посольстве в Нью-Дели, пока его не перевели в Бонн в отдел по персоналу. С 1996 по 1999 год Аммон являлся руководителем аппарата политического планирования при федеральном правительстве. До 2001 года он был послом и главой экономического отдела посольства в Вашингтоне. Там он прослужил 6 лет в качестве главы главой департамента экономики и устойчивого развития министерства иностранных дел. В это же время он работал на должности шерпа при встречах Большой восьмёрки. С июля 2007 по июнь 2008 помощник министра Аммон служил послом Германии во Франции. 2 августа 2008 Аммон был назначен статс-секретарём министерства иностранных дел, сменив на этом посту Георга Бумгардена (Georg Boomgaarden).
В августе 2011 года Аммон был назначен преемником Клауса Шариота, посла Германии в Вашингтоне.

## Личная жизнь
Петер Аммон женат, имеет двоих детей.